# Tour de San Luis
Tour de San Luis – wyścig kolarski rozgrywany w latach 2007–2016 w Argentynie, wokół prowincji San Luis.
Impreza miała rangę 2.1 i należała do kalendarza cyklu UCI America Tour. Ze względu na miejsce w kalendarzu (rozgrywana co roku w styczniu) stanowiła zwykle otwarcie sezonu dla zespołów z Europy.
Wyścig od 2009 liczył 7 odcinków i zwykle składał się z trzech górskich etapów, jazdy indywidualnej na czas i trzech odcinków sprinterskich.

## Historia
Wyścig po raz pierwszy zorganizowano w 2007. Impreza początkowo przyciągała jedynie lokalne zespoły i drużyny ścigające się jedynie na kontynentach amerykańskich.
Od 2010 ranga imprezy zaczęła rosnąć. Siedmiodniowa etapówka zaczęła przyciągać czołowe zespoły z europejskiego peletonu, a o zwycięstwo z kolarzami z Ameryki Południowej walczyli tacy kolarze jak Vincenzo Nibali, Alberto Contador czy Levi Leipheimer.
Rekordzistą pod względem ilości zwycięstw w klasyfikacji generalnej imprezy jest Argentyńczyk Daniel Diaz, który triumfował w San Luis dwukrotnie (w 2013 i 2015).

## Lista zwycięzców
| Rok  | Pierwsze                         | Drugie             | Trzecie            |
| ---- | -------------------------------- | ------------------ | ------------------ |
| 2007 | Jorge Giacinti                   | Fernando Antogna   | Francisco Mancebo  |
| 2008 | Martín Garrido                   | Gerardo Fernández  | Jorge Giacinti     |
| 2009 | Alfredo Lucero                   | Jorge Giacinti     | José Serpa         |
| 2010 | Vincenzo Nibali                  | José Serpa         | Rafael Valls       |
| 2011 | Marco Antonio Arriagada Quinchel | José Serpa         | Josué Enzo Moyano  |
| 2012 | Levi Leipheimer                  | Daniel Díaz        | Stefan Schumacher  |
| 2013 | Daniel Díaz                      | Tejay van Garderen | Alex Correia Diniz |
| 2014 | Nairo Quintana                   | Phillip Gaimon     | Sergio Godoy       |
| 2015 | Daniel Díaz                      | Rodolfo Torres     | Nairo Quintana     |
| 2016 | Dayer Quintana                   | Eduardo Sepúlveda  | Nairo Quintana     |